# Retrotransposon

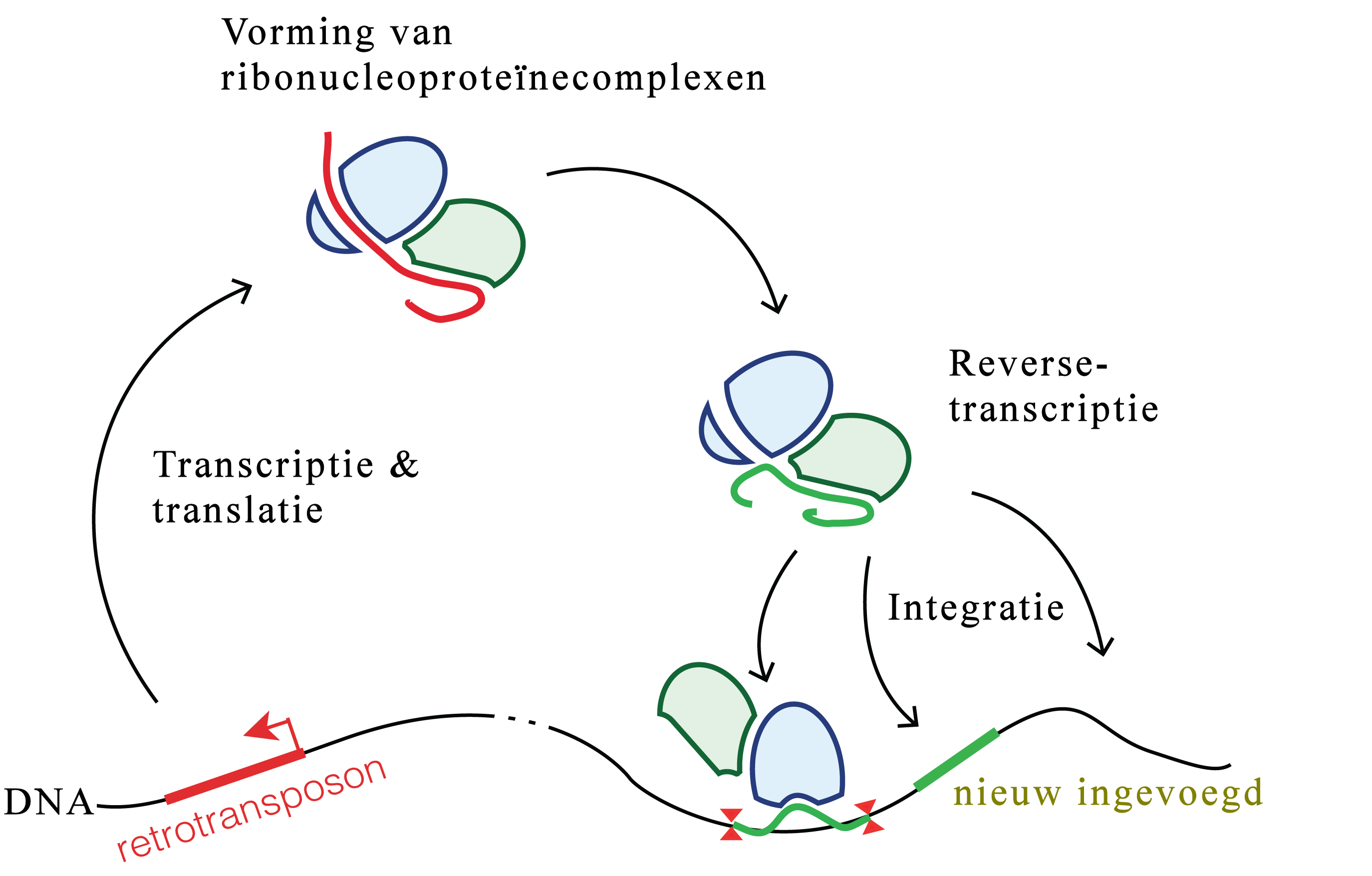
Vereenvoudigde weergave van de cyclus van een retrotransposon

Een retrotransposon is een genetische sequentie die zichzelf in een genoom kan vermeerderen en komt in  het DNA van vele eukaryote organismen voor. De aanduiding retro in retrotransposon is gekozen omdat dit een omkering is van het normale procedé, waarbij de DNA-volgorde wordt omgezet in een RNA-volgorde. De structuur van een retrotransposon komt overeen met die van retrovirussen. Bij retrovirale retrotransposons wordt eerst een RNA-transcriptie gemaakt.  Bij niet-retrovirale retrotransposons wordt van het transposon een transcript aangemaakt, waarbij het transcript een rechtstreekse template (matrijs) is voor het reverse-transcriptase bij de invoeging in het genoom.
Retrotransposons gebruiken een kopieer- en plak-mechanisme (reverse-transcriptie), waarbij eerst een RNA getranscribeerd wordt en vervolgens dit RNA omgezet wordt in de DNA-sequentie door gebruik te maken van reverse-transcriptase. Vervolgens wordt deze DNA-sequentie in een specifiek gebied van het genoom opgenomen door middel van het enzym integrase.
Retrotransposons komen vooral voor in planten, waar ze vaak een belangrijk deel van het kern-DNA zijn. In mais bijvoorbeeld bestaat 49–78% van het genoom uit retrotransposons. Bij gewone tarwe bestaat ongeveer 90% van het genoom uit repeats (herhalingen), waarvan 68% springende genen zijn.
Bij zoogdieren bestaat bijna de helft (45% to 48%) van het genoom uit transposons of overblijfselen van transposons. Ongeveer 40% van het menselijk genoom bestaat uit retrotransposons en 2–3% uit DNA-transposons. Bij de mens zijn enkel nog de niet-virale retrotransposons actief, waarbij deze verantwoordelijk zijn voor 0,2% van de mutaties.

## Biologische activiteit
De DNA-replicatie van retrotransposons verhoogt het aantal kopieën en vergroot zo de grootte van het genoom. Net zoals DNA-transposons (klasse II transposons) kunnen retrotransposons mutaties veroorzaken door insertie (invoegen) naast of in genen. Verder zijn door retrotransposons veroorzaakte mutaties relatief stabiel, omdat de sequentie op de plaats van insertie door het replicatiemechanisme behouden blijft bij het verspringen.
Door opeenvolgende mutaties kunnen de meeste retrotransposons echter niet meer werken.

## Typen retrotransposons
Retrotransposons (klasse I) vormen een van de twee klassen van transposons (springende genen), terwijl de DNA-transposons van klasse II geen RNA-tussenstap nodig hebben. Klasse II DNA-transposons maken het eiwit transposase aan, dat nodig is voor het invoegen van het transposon en het knippen van de DNA-strengen. Sommige van de klasse II DNA-transposons maken ook nog andere eiwitten aan.
Retrotransposons (klasse I) worden onderverdeeld in long terminal repeat (lang eindstandige herhaling) (LTR) retrotransposons en non-LTR retrotransposons. De onderverdeling in deze twee onderklassen berust op de fylogenie van het reverse-transcriptase. Tussen de onderklassen is er naast het al of niet aanwezig zijn van LTR verder verschil in aantal en type open leesramen, af te lezen eiwitmotieven en de lengte van de invoegplaats (insertie) van de duplicatie.

### LTR retrotransposons
LTR retrotransposons hebben directe repeat LTR's die ongeveer 100 bp tot over 5 kb groot zijn. LTR retrotransposons worden verder op grond van de mate van overeenkomst van de sequentie en de volgorde van de codering van de genproducten onderverdeeld in
- Ty1-copia-achtige (Pseudoviridae-virussen),
- Ty3-gypsy-achtige (Metaviridae-virussen) en
- BEL-Pao-achtige

Ty1-copia en Ty3-gypsy retrotransposons komen gewoonlijk met zeer veel kopieën (meer dan enkele miljoenen kopieën per haploïde kern) voor bij dieren, schimmels, protisten en planten. BEL-Pao-achtige elementen zijn tot nu toe alleen bij dieren gevonden.
Retrovirussen hebben veel dezelfde kenmerken als LTR retrotransposons. Een belangrijk verschil met Ty1-copia en Ty3-gypsy retrotransposons is echter dat retrovirussen een envelopeiwit (ENV) hebben. Een retrovirus kan omgezet worden in een LTR retrotransposon door inactivatie of deletie van het eiwitmotief dat ervoor zorgt dat het virus zich buiten de cel kan verspreiden. Bij infectie en opname in het genoom van kiemachtige cellen van de gastheer kan het retrovirus zich verticaal verspreiden en wordt het een endogeen (van binnen uit) retrovirus (ERV). Het menselijk genoom bestaat tot ongeveer 8% uit endogene retrovirussen en bij de huismuis (Mus musculus) is dit ongeveer 10%.
In plantengenomen vormen LTR retrotransposons de belangrijkste klasse van repeats.

#### Ty1-copiaretrotransposons
Ty1-copia retrotransposons komen veel voor in de eencellige soorten van algen tot Embryophyta, naaktzadigen en bedektzadigen. Ze coderen vier eiwitmotieven in de volgorde: protease, integrase, reverse-transcriptase en ribonuclease H.
Er zijn ten minste twee classificatiesystemen voor de indeling van Ty1-copia retrotransposons in vijf verwantschapslijnen:
- Sireviruses/Maximus,
- Oryco/Ivana, Retrofit/Ale,
- TORK (onderverdeeld in:
  - Angela/Sto,
  - TAR/Fourf,
  - GMR/Tork) en
- Bianca.

Sireviruses/Maximus retrotransposons bevatten een vermoedelijk extra gen voor het envelopeiwit. Deze afstammingslijn is vernoemd naar de ontdekker van het element SIRE1 in het sojaboon-genoom, en is later ook beschreven in veel soorten zoals mais (Zea mays), zandraket (Arabidopsis thaliana), biet (Beta vulgaris), en zeeden (Pinus pinaster). Planten-Sirevirussen van vele gesequencde plantengenomen zijn opgenomen in de MASIVEdb Sirevirus database.

#### Ty3-gypsyretrotransposons
Ty3-gypsy retrotransposons (Metaviridae) komen wijdverspreid in planten voor. Ze coderen voor ten minste vier eiwitmotieven in de opeenvolgende orde: protease, reverse-transcriptase, ribonuclease H en integrase. Op basis van de structuur, aan-/afwezigheid van specifieke eiwitmotieven en geconserveerde eiwitsequentie motieven worden ze ingedeeld in de volgende afstammingslijnen:
- Errantivirussen bevatten een extra open leesraam voor een defect envelopeiwit met overeenkomsten met het retrovirale envelopeiwit gen. Dat voor het eerst is beschreven als Athila-elementen in zandraket (Arabidopsis thaliana)[18][19] en later ook gevonden in vele andere soorten zoals de sojaboon (Glycine max)[20] en biet (Beta vulgaris).[21]
- Chromovirussen bevatten een extra chromo-eiwitmotief (chromatine organisation modifier domain=chromatine organisatie veranderend eiwitmotief) op de C-terminus van hun integrase eiwit.[22][23] Ze komen wijdverspreid voor in planten en schimmels. Waarschijnlijk zijn dit tijdens de evolutie overgebleven eiwitmotieven[24] en zorgen ze voor de integratie van het retrotransposon in speciale invoegplaatsen.[25] Naar sequentie en structuur van het chromo-eiwitmotief worden chromovirussen ingedeeld in vier clades. Chromovirussen van iedere clade vertonen aparte integratiepatronen, bijvoorbeeld in centromeren of in de rRNA-genen.[26][27] De vier clades zijn:
  - CRM,
  - Tekay,
  - Reina en
  - Galadriel.
- Ogre-elementen {monster-elementen} zijn zeer lange Ty3-gypsy retrotransposons met een lengte  tot meer dan 25 kb.[28]  Ogre-elementen zijn voor het eerst beschreven bij de erwt (Pisum sativum).[29]
- Metavirussen omvatten conventionele Ty3-gypsy retrotransposons, die geen extra eiwitmotief of open leesramen hebben.

#### Endogene retrovirussen
Endogene retrovirussen zijn endogene virale delen van het genoom die zeer veel op retrovirussen lijken en afgeleid zijn van deze virussen. Ze komen veel voor in de genomen van kaakdieren. Bij zoogdieren zijn ze de belangrijkste LTR retrotransposons. Zo bestaat het menselijk genoom voor ongeveer 1 tot 8% uit endogene retrovirussen.

### Non-LTR retrotransposons
Non-LTR retrotransposons bestaan uit twee ondergroepen:
- long interspersed nuclear elements (LINE's) en
- short interspersed nuclear elements (SINE's).

Ze kunnen met veel kopieën in het genoom voorkomen, zoals bij planten. Non-LTR retroposons komen wijdverspreid voor in de genomen van eukaryoten. LINE's hebben twee open leesramen die de benodigde functies coderen voor retrotranspositie. Tot deze functies behoren reverse-transcriptase en endonuclease activiteiten, naast een nucleïnezuurbindingeigenschap nodig voor het vormen van een ribonucleoproteïne-deeltje. Zo'n deeltje bestaat uit zowel een structureel RNA-molecuul als een of meer proteïnen. SINE's, aan de ander kant, gebruiken de LINE-machinerie en functie als nietautonome retroelementen. Vroeger werden ze beschouwd als "junk-DNA", terwijl onderzoekers tegenwoordig denken dat in sommige weinig voorkomende gevallen zowel LINE's als SINE's opgenomen werden in nieuwe genen en zo evolueerde tot nieuwe functies.